# Surfin' U.S.A. (chanson)
Cet article concerne la chanson des Beach Boys. Pour l'album du même nom, voir Surfin' U.S.A..
Singles de The Beach Boys
Ten Little Indians
(1962) Surfer Girl
(1963)
Pistes de Surfin' U.S.A.
Farmer's Daughter
Surfin' U.S.A. est une chanson des Beach Boys, écrite par Brian Wilson mais créditée à Chuck Berry et basée sur la musique de Sweet Little Sixteen. Surfin' U.S.A. sort en 45 tours le 4 mars 1963 puis sur un album éponyme le 25 mars 1963. Il s'agit du premier grand succès du groupe dans leur pays.

## Écriture et composition
À l'époque de l'écriture de la chanson, Brian Wilson sort avec une fille du nom de Judy Bowles dont le frère, Jimmy Bowles, est passionné par le surf. Brian Wilson a alors l'idée d'écrire une chanson mentionnant tous les spots de surf de l'état (en l'occurrence, la Californie). Influencé par Chubby Checker et son Twistin' U.S.A., il imagine alors la structure de la chanson : « Ils le font ici, là, dans cette ville et celle-là. » Ensuite, il demande à Jimmy Bowles de lister tous les spots de surf qu'il connaît, en vue de les intégrer au texte de la chanson.
Ainsi, Surfin USA reprend une quinzaine de spots, principalement localisés en Californie, mais aussi à Hawaii et en Australie : Del Mar, Santa Cruz, Sunset Beach, Manhattan Beach, etc.
Sur le pressage original de la chanson, Brian Wilson est crédité comme seul compositeur de la musique. Toutefois, lorsque Chuck Berry prend connaissance de la chanson, il y trouve une mélodie très similaire à celle d'un de ses propres succès, Sweet Little Sixteen. Pour sa part, Wilson soutient dans son autobiographie que de nombreux musicologues ne sont pas d'accord. Finalement, à la suite de cette accusation de plagiat et aux menaces de procès, Chuck Berry est crédité comme seul auteur et comme seul compositeur de la chanson, sans aucune mention à Brian Wilson,. C'est Murry Wilson qui a pris la décision, sans prévenir son fils. Celui-ci ne remarquera que vingt-cinq ans plus tard qu'il n'est pas crédité comme auteur des paroles, alors que celles-ci n'ont rien à voir avec la chanson de Berry (si ce n'est que les références géographiques sont similaires dans les deux chansons).

## Enregistrement
Il s'agit de la première fois où les Beach Boys doublent leurs voix, créant ainsi un son vocal riche qui va devenir leur marque de fabrique. Donald Guarisco note, pour AllMusic, que les arrangements de Brian Wilson sont remarquables, renforçant la mélodie principale en élevant les chœurs et en ajoutant les « Inside, Outside, U.S.A. » à contretemps. Le guitariste David Marks, qui a joué sur les cinq premiers albums des Beach Boys, se souvient de l'enregistrement de la chanson : 

« L'énergie lors des sessions de Surfin USA était heureuse et optimiste. C'est là que l'alchimie prend... il y avait une certaine énergie sur ce titre qui ne pouvait exister qu'une fois. Ce n'était pas parfait du point de vue technique, mais les vibrations avaient quelque chose de spécial et de durable. »

## Publication et réception
Surfin U.S.A sort au début du mois de mars 1963 sur le label Capitol Records, d'abord comme single, avec Shut Down en face B. À la fin du mois, elle reparaît comme première piste de l'album du même nom, Surfin' U.S.A..
Le single Surfin' U.S.A. devient le premier grand succès des Beach Boys aux États-Unis, atteignant la troisième place du Billboard Hot 100 en 1963. Sa face B, Shut Down, rentre aussi dans les charts américains et pique à la 23e place. À l'étranger, la chanson atteint la 9e en Australie, et la 6e au Canada et en Suède. Au Royaume-Uni, le single, troisième du groupe à sortir sur ce territoire, est le premier à rentrer dans les charts et atteint la 36e place. La chanson reparaît en single aux États-Unis et en Australie en juillet 1974, où elle atteint respectivement la 36e et la 66e place.
Surfin' USA fait partie des « 500 chansons qui ont façonné le rock 'n' roll » du Rock and Roll Hall of Fame.

## Reprises
Outre les autres versions des Beach Boys eux-mêmes, la chanson a été notamment reprise par : 
- Leif Garrett (1977, 20e place au Billboard Hot 100)
- The Jesus and Mary Chain (1988)
- Blind Guardian (1996)
- Pennywise (1996)
- Melt-Banana (1999)
- Aaron Carter (1999)